# Operation Detroit
Operation Detroit var et angreb med tropper fra 82. luftbårne division i svævefly, som blev gennemført som en del af de Amerikanske luftbårne landsætninger i Normandiet i de tidlige morgentimer den 6. juni 1944. Det var en del af Operation Neptune, de vestallieredes angreb på Frankrig i Operation Overlord. Det var oprindelig planen, at det operation Detroit skulle være 82. luftbårne divisions hovedangreb, men i stedet blev landsætningen med svævefly ændret til at være de første forstærkninger, som ankom efter angrebet med faldskærmstropper (Operation Boston). Landsætningsområdet for operation Detroit var i nærheden af Sainte-Mère-Église vest for Utah Beach.
Det var divisionens opgave at sikre byen Sainte-Mère-Église og erobre broerne langs Merderet-floden. Herved ville det blive let for 4. amerikanske infanteridivision, som blev landsat på Utah Beach at komme nordpå mod havnen i Cherbourg.
Den 82. luftbårne divisions tab på D-dag var omkring 1.260 ud af 6.600 landsatte tropper, eller omkring 20 %. Den 6. juni landede de tungere elementer af divisionen med svævefly i Operation Elmira.

## Eksterne kilder
- D-Day : Etat des Lieux : Glider missions in Normandy